# Pierre Laurent (poète)
Pour les articles homonymes, voir Pierre Laurent et Laurent.
Pierre Laurent est un poète vannetais, né Pierre Louis Alcide Laurent le 12 novembre 1874 à Belz (Morbihan), où il est mort le 9 janvier 1952, également connu sous le pseudonyme « Pengleuik ».

## Sa vie
Né à Coëdic en Belz, Pierre Laurent fut étudiant en science politique à Paris où il participa aux activités de différentes associations bretonnes, notamment comme chanteur. Il est aussi publiciste et chroniqueur parisien pour les journaux La Dépêche de Brest et de l'Ouest et L’Avenir du Morbihan. 
Fondateur du Comice agricole de Belz, il a aussi joué un rôle politique actif dans cette partie du Morbihan (son père fut maire de Belz). 
Il devint en 1903  enseignant d'histoire à  Mannheim (Allemagne), puis fut journaliste à Lorient à partir de 1912, collaborant à diverses revues bretonnes (Le Clocher breton, L'Hermine) et ponctuellement à Mélusine et à la Revue des traditions populaires.

## Son œuvre
La liste de ses œuvres (en langue bretonne) est disponible sur un site Internet. 
Léon Azoulay a enregistré avec son phonographe sur 17 rouleaux de cire 40 minutes et 39 secondes de divers dialectes bretons lors de l' exposition universelle de 1900 à Paris. Cet enregistrement, découvert en 2016 par Mathilde Roquet dans les archives de la Bibliothèque nationale de France, a été analysé par Tudi Crequer qui a retrouvé le nom de certains locuteurs comme le poète Pierre Laurent (de Belz), Jeanne-Marie Le Gouill (de Quimper), Marie-Joseph Rio (de Pluvigner), le chanteur Jean Mathurin Pocard (d'Erdeven) et le sonneur de bombarde bigouden Alain-Pierre Guéguen. Il s'agit du premier enregistrement jamais effectué en langue bretonne.